# Ismail Gasprinski
İsmail Gaspıralı (Gasprinskiy) (n. 8/20 martie 1851, Avjika⁠(d), Yalta Uyezd⁠(d), gubernia Taurida, Imperiul Rus – d. 11/24 septembrie 1914, Bahcisarai, gubernia Taurida, Imperiul Rus) a fost un pedagog, editor și politician tătar crimean. Gaspıralı a fost primul și singurul intelectual musulman din Rusia țaristă care a observat nevoia popoarelor turcice și islamice de a se reforma și de a se moderniza din punct de vedere educațional și cultural. Numele de familie vine de la orașul Gaspra din Crimeea.
Gaspıralı și-a exprimat și promovat ideile în ziarul "Tercüman" pe care l-a fondat în anul 1883 și care și-a continuat existența până în anul 1918. În articolele sale a chemat popoarele turcice la unitate și cooperare. 
| “ | Dilde, fikirde, iște birlik! | ” |

au fost motto-ul și principiul său.
Gaspıralı a susținut că modernizarea înseamnă europenizare. Crezul său a fost că singura cale de modernizare este educația. A criticat sistemul de învățământ din școlile islamice concentrate exclusiv pe religie și a susținut învățământul în limbile materne - sistem pe care l-a și implementat printr-un nou curriculum. Într-un articol din 1881 scria:
| “ | Singura cauză a înapoierii noastre este ignoranța. Nu avem nicio idee despre ce s-a inventat în Europa sau despre ce se petrece acolo. Pentru a putea ieși din această izolare trebuia să putem citi aceste lucruri; trebuie să luăm ideile europene din surse europene. Trebuie să introducem aceste lecții în curriculumul claselor primare și gimnaziale pentru ca lumina ochilor noștri, adică elevii, să aibă acces la aceste idei. | ” |

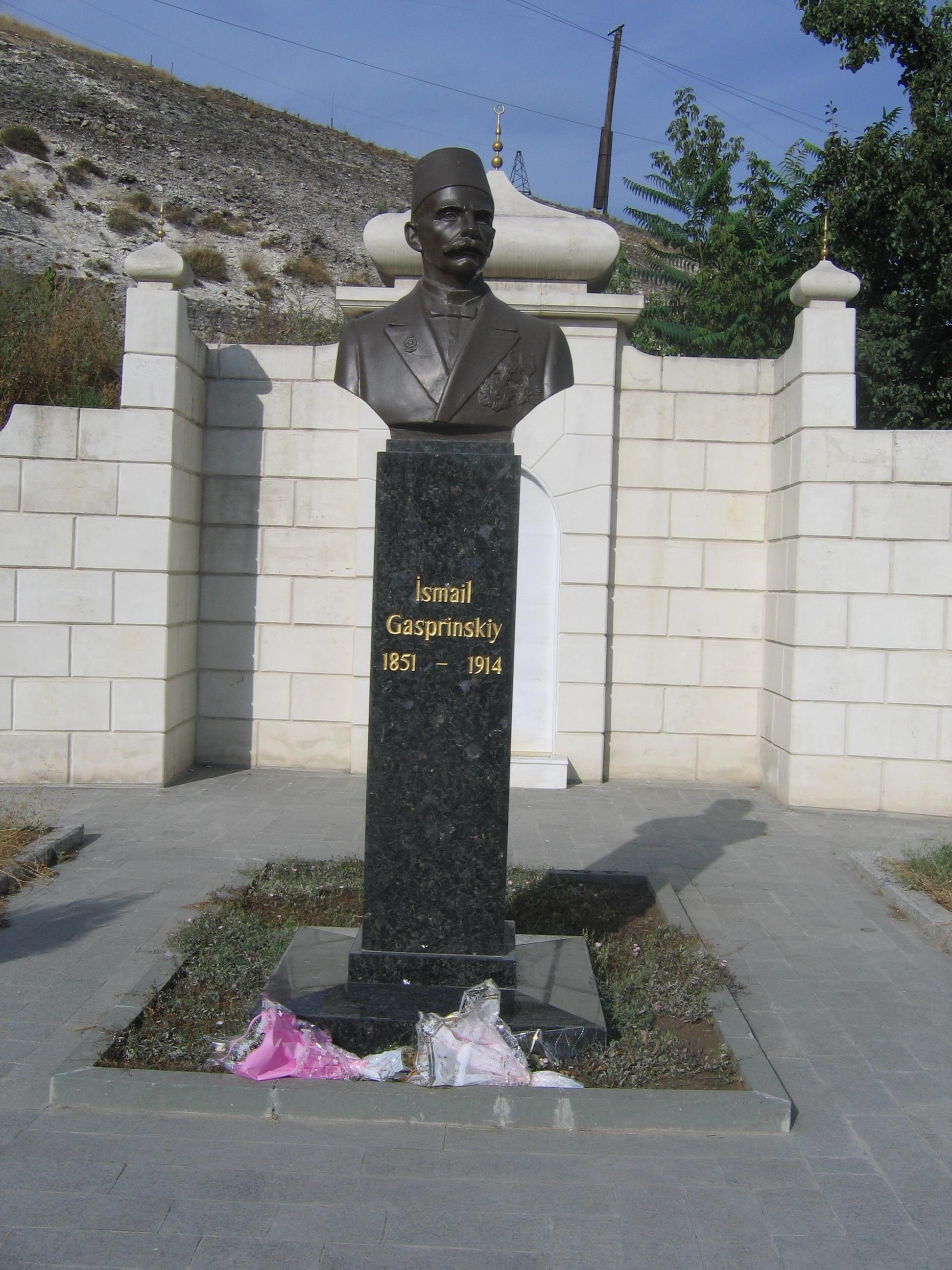
Bustul lui Gaspıralı abidesi, Bahçesaray

Gaspıralı a editat Âlem-i Nisvan (Kadınlar Dünyası / Lumea Femeilor ) - o revistă pentru femei condusă de fiica sa, Șefika. A editat și Âlem-i Subyan (Çocuklar Dünyası / Lumea Copiilor) - pentru copii. Gaspıralı, este unul din fondatorii Uniunii Islamice (İttifaq-i Müslümanlar) ; Uniunea fondată în 1907 reunea intelectualii musulmani turci din  Rusia țaristă. Totodată este unul dintre organizatorii primului Congres al musulmanilor ruși și urmărea înfăptuirea unor reforme sociale și religioase pentru musulmanii din Rusia.

## Opera

### Gazete/Ziare
- Tercüman (Bahçesaray, 1883-1918)
- Alem-i Nisvan (Bahçesaray, 1906-1910)
- Alem-i Sibyan (Bahçesaray, 1906-1912?)
- Al-Nahdah/The Renaissance (Cairo, 1908)
- Kha! Kha! Kha! (Bahçesaray, 1906-?)

thumb|right|İsmail Gaspıralı "Gasprinskiy"

### Cărți
- Russkoye Musulmanstvo (Rus İslam) Simfereopol, 1881
- Salname-i Türki (Bahçesaray, 1882)
- Mirat-ı Cedid (Bahçesaray, 1882)
- Hoca-ı Sibyan (Bahçesaray, 1884; 3.bas. 1892; 7. bas. 1898)
- Avrupa Medeniyetine Bir Nazar-ı Muvazene (Bahçesaray, 1885)
- İslamlara dair Nizamlar ve İmtiyazlar (Bahçesaray, 1885)
- Rusya Coğrafyası (Bahçesaray, 1885)
- İki Bahadır (Bahçesaray, 1886)
- Kıraat-i Türki (Bahçesaray, 1886; 2. bas. 1894)
- Maișet Muharebesi (Bahçesaray, 1886)
- Kolera Vebası ve Onun Deva ve Darusu (Bahçesaray, 1887)
- Bahtiyar Nazım (Bahçesaray, 1889)
- Atlaslı Cihanname (Bahçesaray, 1889)
- Medeniyet-i Islamiye (Bahçesaray, 1889)
- Garaib-i Adat-i Akvam (Bahçesaray, 1890)
- Arslan Kız (Bahçesaray, 1894)
- Mektep ve Usul-i Cedid Nedir? (Bahçesaray, 1894)
- Risale-i Terkib (Bahçesaray, 1894)
- Russko-vostochnoe Soglashenie (Bahçesaray, 1896)
- Hesab. Muhtasar Ilm-i Hesab ve Mesa'il-i Hesabiye (Bahçesaray, 1897)
- Her Gün Gerek Zakonlar (Bahçesaray, 1897)
- Rehber-i İslamiye (Bahçesaray, 1898)
- Șara'it al-Islam (Bahçesaray, 1897)
- Rehber-i Mu'allimin (Mu'allimlere Yoldaș) (Bahçesaray, 1898)
- Türkistan Uleması (Bahçesaray, 1900)
- Mevlud-i Cenâb-ı Hazret-i Ali (Bahçesaray, 1900)
- Beden-i İnsan (Bahçesaray, 1901)
- Iran. Resimli Mecmua (Bahçesaray, 1901)
- Mebadi-yi Temeddün-i Islamiyan-i Rus
- Meșhur Payitahtlar (Bahçesaray, 1901)
- Usul-i Edeb (Șark ve Garb Kaideleri) (Bahçesaray, 1901)
- Zoraki Tabib (Bahçesaray, 1901)
- Malumat-i Nafia (Bahçesaray, 1901)
- Tashih-i Akaidden (Bahçesaray, 1901)
- Temsilat-i Krilof (Bahçesaray, 1901)
- Asya'da Komșularımız (Bahçesaray, 1903)
- Dâru-l Rahat Müslümanları (Bahçesaray, 1906)
- Müslüman Kongresi (Bahçesaray, 1909)

### Articole
- "Türk yurducularına" (Türk Yurdu 1: 190-95, 1328 1912)
- "Hind yolundan" (Türk Yurdu 1: 307-10, 1328, 1912)
- "Hind'den dönerken" (Türk Yurdu 1: 369-71, 1328, 1912)
- "Muhaceret muntazama" (Türk Yurdu 1: 706-13, 1328, 1913)